# Массовое убийство в школе Эноха Брауна
Массовое убийство в школе Эноха Брауна — один из наиболее известных инцидентов Войны Понтиака, произошедший 26 июля 1764 года на территории британской провинции Пенсильвания (сегодня США).

## Нападение
Четверо индейцев-делаваров ворвались в школу. Директор Энох Браун пытался уговорить их не трогать детей, но был застрелен и скальпирован. Затем индейские воины забили томагавками и скальпировали девять детей. Ещё двое детей были ранены и также скальпированы, но выжили, а четверых увели в плен.
За день до этого индейцы встретили на дороге беременную женщину по имени Сьюзен Кинг Каннинхэм (Susan King Cunningham). Они забили её насмерть, оскальпировали и вырезали ребёнка из утробы. После возвращения в родную деревню и демонстрации соплеменникам добытых скальпов, члены группы были названы старейшинами трусами за то, что напали на детей. Свидетелем этому стал находившийся в плену у индейцев поселенец.
Поселенцы похоронили Эноха Брауна и школьников в общей могиле. В 1843 её вскрыли, чтобы подтвердить, что тела находятся там. В 1885 окрестности получили название Парк Эноха Брауна (Enoch Brown Park), а над могилой был воздвигнут мемориал.

## Последствия
Этот и подобные ему инциденты заставили Генеральную ассамблею Пенсильвании и губернатора Джона Пенна вернуться к существовавшей во время Франко-индейской войны системе скальпов. За скальп враждебного индейца поселенец теперь мог получить 134 доллара, а за женщину — 50 долларов.